# Igor Coronado
Igor Caique Coronado (ur. 18 sierpnia 1992 w Londrinie) – brazylijski piłkarz pochodzenia włoskiego występujący na pozycji ofensywnego pomocnika, od 2024 roku zawodnik Corinthians.